# MHC Fletiomare
MHC Fletiomare is een Nederlandse hockeyclub uit Vleuten (in het Máximapark). De club werd opgericht op 22 februari 1970. Met ruim 2.200 leden (2022) is de club in grootte de tweede club uit de gemeente Utrecht. Alleen HC Kampong heeft meer leden.
Fletiomare is gevestigd op het in 2005 geopende sportpark Fletiomare Novum (Vleuten) vlak naast VV De Meern. De club heeft ook een speciale afdeling voor G-hockey. Het thuistenue bestaat uit een lichtblauw shirt, bruine broek en lichtblauwe sokken. Het uittenue bestaat uit een oranje shirt, bruine broek en oranje sokken.
Het eerste heren- en damesteam van Fletiomare kwamen in het seizoen 2016/17 beide uit in de Eerste klasse. Vanaf het seizoen 2018/19 speelt dames 1 in de overgangsklasse.